# 电脑游戏

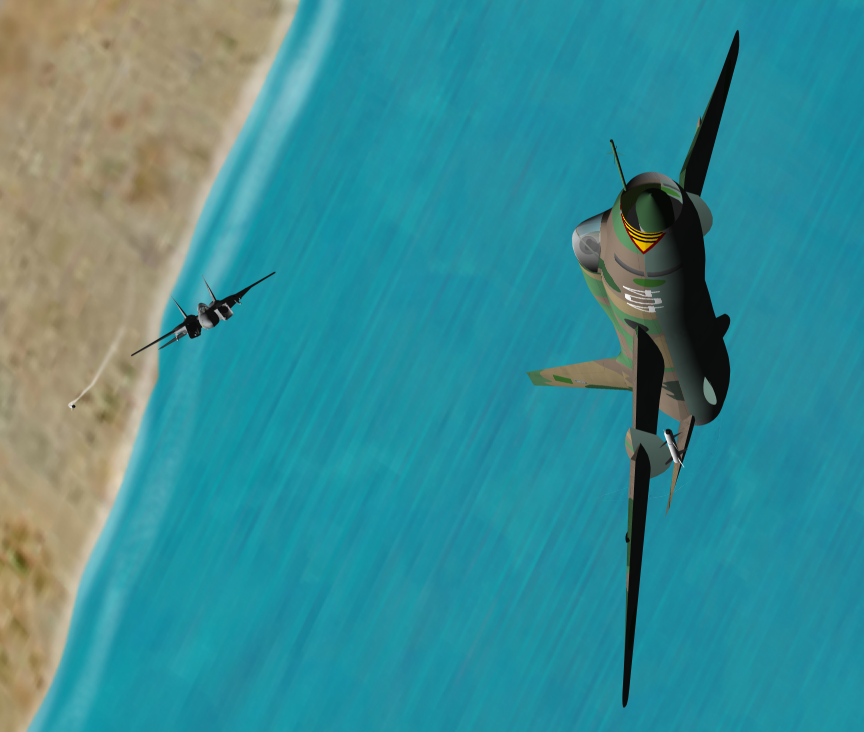
一款3D空戰電玩

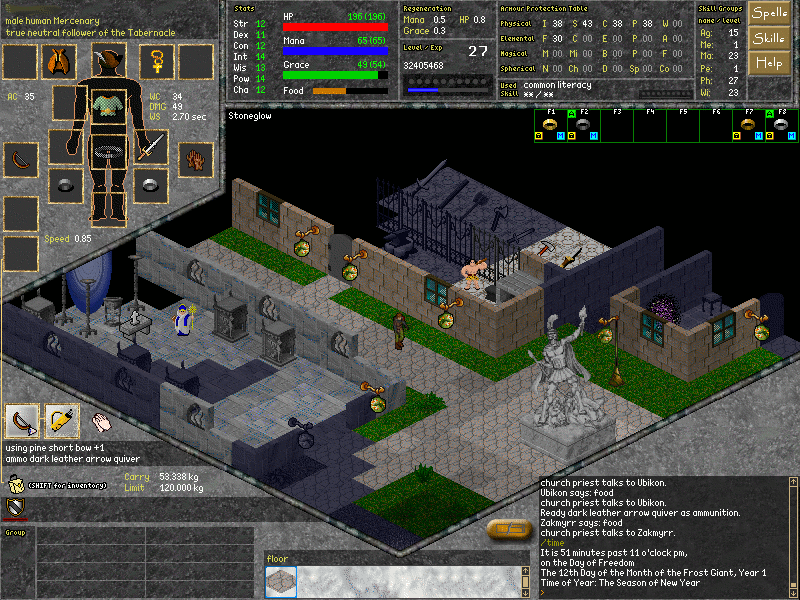
多人線上遊戲

电脑游戏（英語：或）指以个人电脑为平台运行的电子游戏，属于一种提供互动娱乐功能的电脑软件，与主机游戏和街机游戏一起是电子游戏的传统三大类之一。电脑游戏为游戏参与者提供了一个虚拟的空间，从一定程度上让人可以摆脱现实世界，在另一个世界中扮演真实世界中扮演不了的角色，同時電腦多媒體技術的發展，使游戏给了人们很多体验和享受。电脑游戏产业与电脑硬件、电影、电脑软件、互联网的发展联系甚密。

## 發展歷史
电脑游戏的出现与1960年代電子計算機出現在美国大学校园有密切的联系。当年的环境培养出了一群编程的高手。在1962年，一位叫斯蒂夫·拉塞尔的大学生在美国DEC公司生产的PDP-1型電子計算機上编製的电脑游戏就是在当时很有名的《宇宙战争》（Spacewar!）。遊戲業界人士一般认为，斯蒂夫·拉塞尔就是发明电脑游戏的人。
1970年代，随着電子計算機技术日漸发展，其成本變得越来越低。在1971年，被誉为“电子游戏之父”的诺兰·布什内尔发明了第一台商业化电子游戏机。不久，他更创办了世上第一間电子游戏公司——雅達利。而在1970年代，随着苹果电脑的面世，电脑游戏才真正踏上了商业化的道路。這個时候，电脑游戏的图形效果还非常简陋，但是游戏的类型化已经开始漸漸出现了。
1980年代和90年代，随着电脑软硬件技术的进步，個人電腦的使用越来越广泛，多媒体技术也开始成熟，电脑游戏成为了这些技术进步的先行者。3dfx公司的3D显示卡也给行业带来了一场图像革命。
进入21世纪，因特网的广泛使用为电脑游戏的发展带来了强大的动力。大型多人在线游戏等網絡遊戲成为了电脑游戏的一个新的发展方向。世界各地舉辦了許多各種各樣的電子競技比賽，創造了相當多的額外利潤。及後，遊戲開發商開始開發一些網頁遊戲，方便一些不想安裝遊戲軟件的玩家。踏入2010年代，因應世界各地的手機熱潮，一部份電腦遊戲的遊戲開發者轉而開發手機遊戲，與传统的電腦遊戲（单机游戏）和網絡遊戲三足鼎立，各據市場一方。

## 遊戲

### 電腦專用遊戲
专门为电脑开发的游戏往往对鼠标、键盘有相当的依赖，都设计成方便点击及支持多按键，例如即时战略游戏（如《星际争霸》、《红色警戒》等）和拥有技能较多的角色扮演游戏（如《魔兽世界》），需要对单位进行编队或者灵活快速使用各种道具技能，鼠标与键盘尤其是快捷键的运用相当重要；多数非游戏厂商开发的作品，不会购买授权，所以只在最宽松的电脑上发布。前两类若移植到游戏机上，受限於手柄按键有限，对角色队伍的控制不佳。而在游戏机移植电脑的游戏，在键盘映射後对操作有一定麻烦，不过大可使用外设手柄解决。

### 遊戲類型
- 單機遊戲
- 多机游戏
- 網絡遊戲（网游）
- 網頁遊戲（页游）

### 技术
電腦遊戲與電子遊戲一樣都有一套專門的開發技術。不過相對於電子遊戲，電腦遊戲的開發更容易讓初學者入手，一般程序員都可以寫出簡單的電腦遊戲。

### 分类
通常按照游戏性质可分为：动作游戏，文字类，纸牌类，益智类，策略类

## 比賽
世界电子竞技大赛（簡稱）是目前世界上最受歡迎的國際性商业電玩比賽。

## 参看
- 电子竞技
- 游戏级电脑
- ACG